# Presa de San Roque
La Presa de San Roque (The San Roque Dam) se encuentra situada en la isla de Luzón en las Filipinas, emblasa aguas del río Agno, con una superficie de 12,8 km².
Desarrollada en el San Roque Multipurpose Project (SRMP) tiene 200 m de altura y 1,2 km de longitud de  terraplén, siendo considerada una de las más importantes de Asia.
La presa se encuentras situada al norte de Metro Manila, a unos 200 kilómetros de distancia, en los municipios de  San Manuel y San Nicolás de Pangasinán. El embalse ocupa parte del término de Itogon en la provincia de Benguet.
San Roque es la tercera presa construida en el río Agno, las anteriores fueron las de  Binga y Ambuklao, construidas  en la década de 1950.

## San Roque Power Corporation
San Roque Power Corporation es propiedad de varias empresas: La japonesa Marubeni participa con un 41%, una filial norteamericana de Sithe Energías Inc. dispone del 51% y la también japonesa Kansai Electric (7.5%). Marubeni es a su vez propietaria del 29% de Sithe Energías.